# З'їзд рад СРСР
З'їзд рад Союзу Радянських Соціалістичних Республік — вищий орган державної влади Союзу РСР з моменту утворення СРСР (30 грудня 1922) до прийняття Конституції СРСР 1936 року. В останні роки існування СРСР система всесоюзних з'їздів була відроджена у вигляді З'їзду народних депутатів, які обиралися на виборах народних депутатів СРСР 1989.